# National Biodiversity Network
The National Biodiversity Network (NBN) je síť institucí, založená v roce 2000 v Spojeném království s cílem zpřístupnit informace o biodiverzitě pomocí různých médií. Důležitá je internetová databáze NBN Atlas.

## NBN
NBN Trust je organizace, která zajišťuje tvorbu a rozvoj standardů pro jednotlivé aktivity pro sběr a sdílení aktivit v NBN a podporuje přístup k sdíleným datům. Tyto standardy musí být odsouhlaseny členy sítě NBN. Upravují sběr, řazení a sdílení dat o biodiverzitě. Partnerská síť zahrnuje přes 200 veřejných i dobrovolnických organizací a individuální členy.
V září 2020 NBN Atlas obsahoval více než 230 milionů záznamů o druzích z více než 900 různých databází.